# Hans Wolfgang Kuhn
Hans Wolfgang Kuhn (* 11. Februar 1927 in Essen; † 14. Dezember 1986 in Langen (Hessen)) war ein deutscher Politologe und Historiker.

## Leben
Nach seinem Abitur in Berlin-Charlottenburg im Jahr 1946 absolvierte er von 1949 bis 1956 ein Studium der Soziologie, der Wissenschaftlichen Politik, der Geschichte und Philosophie an den Universitäten Berlin, Göttingen und Freiburg, wo er 1959 mit seiner Dissertationsschrift „Der Apokalyptiker und die Politik; Studien zur Staatsphilosophie des Novalis“ zum Dr. phil. promoviert wurde. Nach weiteren Studien in London und Florenz erfolgte seine Habilitation. Seit 1963 war Professor für Politikwissenschaft an der Universität Frankfurt am Main, wo er sich der Lehre und Forschung zur Geschichte der Soziologie der internationalen Beziehungen vom 18. Jahrhundert bis zur Gegenwart widmete. Während der 1968er-Studentenunruhen bemühte er sich um Vermittlung. Nachdem er im Jahr 1974 die beiden sich im Privatbesitz befindlichen Testamente des letzten Trierer Kurfürsten Clemens Wenzeslaus ausfindig gemacht hatte, erreichte er die Übergabe an das Landeshauptarchiv Koblenz (LHAKo). Kuhn veröffentlichte zeitlebens 23 Beiträge zur Landes- und Kunstgeschichte von Trier und dem Rheinland. Nach seinem Aufsatz Die Archivalienflüchtungen des Erzstiftes Trier: 1792–1805 im Jahr 1976 folgten viele weitere Forschungen über den Verbleib kurtrierischer Kunst- und Kulturgüter. Später widmete er sich der Forschung internationaler Wirtschaftsbeziehungen über Luxusgüter, in deren Mittelpunkt die Messestadt Frankfurt am Main stand. Die gemeinsam mit Carl-Wilhelm Clasen in Arbeit befindliche Monografie über den Frankfurter Goldschmied Peter Boy d. ä. konnte Kuhn nicht mehr vollenden, er verstarb 59-jährig am 14. Dezember des Jahres 1986.

## Werke (Auswahl)
- Möglichkeiten der Friedenssicherung heute, Stuttgart, E. Klett 1967 OCLC 7200090
- Neue Dokumente zur Berliner Frage, Frankfurt am Main: Forschungsinstitut der Deutschen Geschichte für Auswärtige Politik, 1958 OCLC 64261206
- Barocke Lustbarkeiten unter Segeln : die Jachtschiffe der Kurfürsten von der Pfalz auf Rhein und Neckar, Karlsruhe, 1985 OCLC 984936631
- Gerhard Greiff (1642–1699) und der Augsburger Silberwarenhandel im späteren 17. Jahrhundert, 1984 OCLC 633189009
- Ausgewählte Dokumente zum Viermächte-Status Berlins, mit Otto von der Gablentz & Deutsche Gesellschaft für Auswärtige Politik, Forschungsinstitut, Frankfurt am Main: Forschungsinstitut der deutschen Gesellschaft für Auswärtige Politik, 1958 OCLC 175008654
- Der Pfälzer Schatz – Überlieferungen und Verluste, Karlsruhe, 1986 OCLC 311327666
- Zur Geschichte des Trierer und des Limburger Domschatzes: die Pretiosenüberlieferung aus dem linksrheinischen Erzstift Trier seit 1792 OCLC 1006204529
- Das politische Programm des Liber aureus von St. Maximin (Trier) Untersuchungen über Chartular und Prachteinband aus dem 13. Jahrhundert, 1978 OCLC 1072864489
- Die große Rheinjacht des Trierer Kurfürsten Franz Georg von Schönborn von 1747, Koblenz 1986 OCLC 315627452